# 인항 (바둑 기사)
인항(중국어: 尹航, 병음: Yin Hang, 한자음: 윤항, 1988년 11월 15일 ~ )은 중화인민공화국의 바둑 기사이다. 산둥성 웨이팡시 출신으로 중국기원 소속의 5단이다.

## 경력
산둥성 웨이팡시에서 태어나 1996년부터 바둑을 배우기 시작하여 2001년 프로바둑에 입단했다. 2002년 지방 어린이바둑대회에서 우승했고, 2003년 전국어린이바둑대회에서 3위를 차지했다. 2005년 허페이시에서 열린 제12회 중국신인왕전에서 왕레이를 누르고 4강에 진출하여 펑취안을 이겨 결승에 올랐으나 구리에게 패해 준우승에 차지했다. 2014년 5단으로 승단했다.